# Битва при Лоскот-Филд
Битва при Лоскот-Филд (англ. Battle of Losecoat Field) состоялась недалеко от Стамфорда (Кембриджшир) 12 марта 1470 года во время войны Алой и Белой розы.
Сэр Роберт Уэллс из ланкастерской партии возглавил в начале 1470 года крестьянское восстание в Линкольншире. Его поддержали братья Невиллы — Ричард, 16-й граф Уорик, и Джон, 1-й маркиз Монтегю. Король Эдуард IV сам возглавил направленную против повстанцев армию. Войска встретились в пяти милях к северо-западу от Стамфорда в Кембриджшире. Как только артиллерия Йорков открыла огонь, люди Уэллса обратились в бегство, бросая одежду с родовыми гербами. В итоге Эдуард одержал бескровную победу, а поле получило название Лоскот-Филд («поле потерянных мундиров»). Сэр Роберт попал в плен и через неделю был обезглавлен.